# Revista Eletrônica de Estudos Hegelianos
A Revista Eletrônica de Estudos Hegelianos (REH) foi criada em 2004 pelos membros da diretoria da Sociedade Hegel Brasileira (SHB) com o objetivo de promover a pesquisa e o estudo da filosofia de Hegel no Brasil.